# Gallicolumba beccarii
Gallicolumba beccarii е вид птица от семейство Гълъбови (Columbidae).